# Tribunal de les Aigües de València
El Tribunal de les Aigües de València, conegut també com a Tribunal de la Vega de València, és l'òrgan col·legiat encarregat de dirimir els conflictes per l'aigua de reg entre els llauradors de les comunitats de regants de les séquies que en formen part: Séquia de Quart, Benàger i Faitanar, Tormos, Mislata, Mestalla, Favara, Rascanya i Rovella. El conjunt d'aquestes séquies formen l'anomenada Vega de València, sobre la qual té jurisdicció el Tribunal, que junt amb la Séquia Reial de Montcada, amb jurisdicció a part, formen l'horta de València. Forma part, des de l'1 d'octubre de 2009, de la llista de la UNESCO de patrimoni immaterial.

## Funcionament

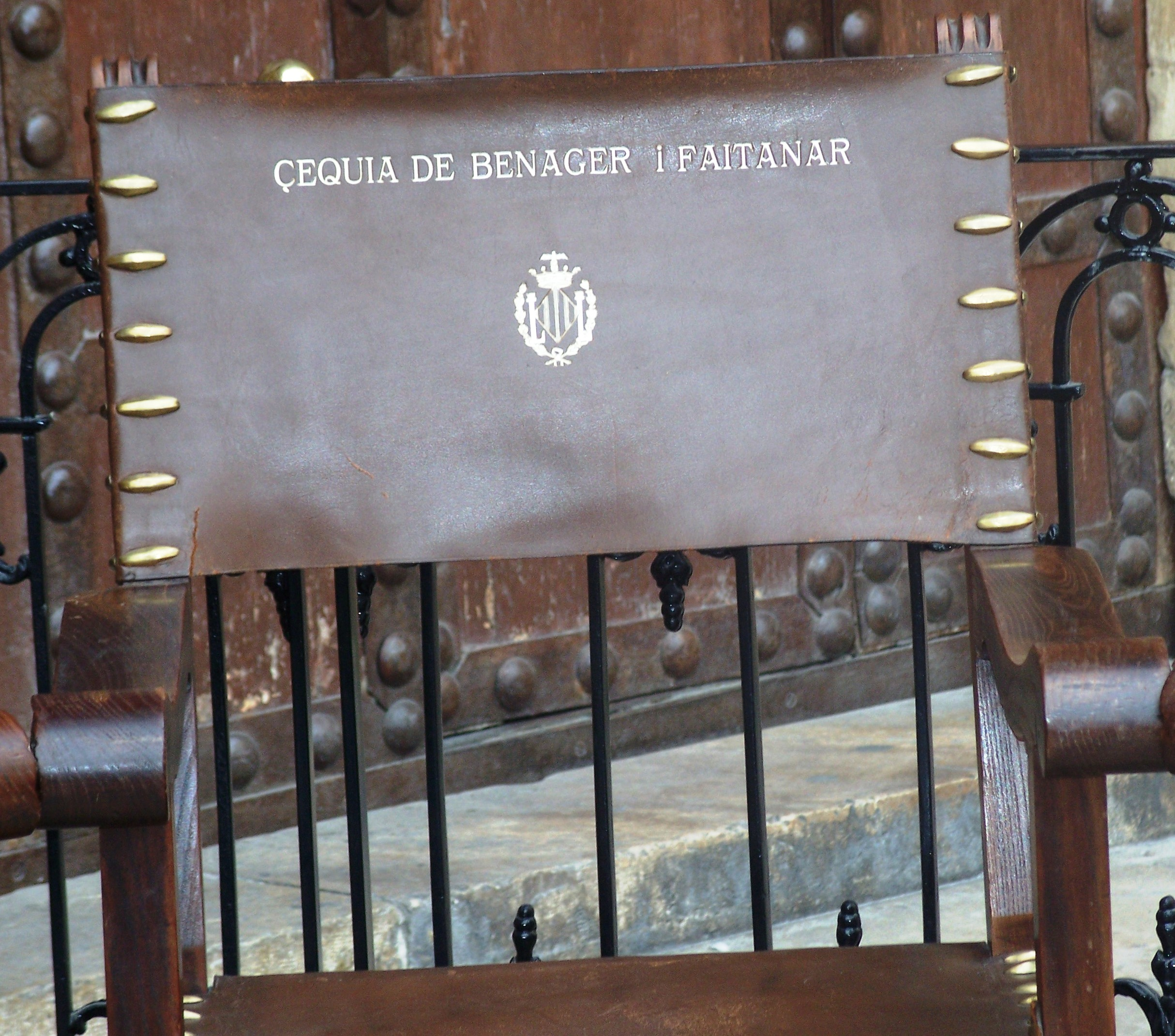
Cadira de Benàger i Faitanar

El Tribunal està format per un representant de cadascuna de les comunitats de regants que en formen part, huit en total, anomenats síndics, i un d'ells és elegit president per un temps indeterminat. Tradicionalment el president ha estat el síndic de Favara o el de Tormos, alternativament.
Cada dijous de l'any (excepte festius) es reuneix el Tribunal amb els seus assessors a la Casa Vestidor de València de la plaça de la Mare de Déu per discutir diversos assumptes. Però és a les 12 en punt del migdia, mentre sonen les campanes del Micalet, quan el Tribunal es constitueix formalment a la Porta dels Apòstols de la Catedral de València, a la mateixa plaça. És llavors quan l'algutzir, amb el permís del president, crida els denunciats de cadascuna de les séquies, amb la tradicional frase: «denunciats de la séquia de...!». El judici es desenvolupa de forma ràpida, oral i íntegrament en valencià. El denunciant, que sol ser el guarda de la séquia a la qual pertany l'infractor, exposa el cas davant del Tribunal, i després el denunciat es defensa a si mateix i respon a les preguntes del síndic de la séquia a la qual pertany. És a continuació quan el Tribunal, amb l'excepció del síndic de la séquia en qüestió, decideix la culpabilitat o no del denunciat, i en cas afirmatiu, és el síndic de la séquia qui imposa la pena a pagar per l'infractor, d'acord amb les Ordenances de la pròpia Comunitat de regants. Encara hui dia la pena s'imposa en sous, tal com es feia en època medieval, entenent-se actualment per 1 sou, el jornal diari del guarda de la séquia. Segons recull la Gran Enciclopèdia Catalana, «la sentència és verbal, i només a petició de part es dona per escrit, però el secretari del tribunal porta un registre amb els noms dels litigants i l'import de les multes imposades, les quals han d'ésser satisfetes immediatament, i són regulades encara amb l'antiga moneda valenciana, avui absolutament inusitada fora d'aquest cas: la lliura, equivalent a 3,75 ptes (€0,02), que consta de vint sous i cada sou de dotze diners».
Són objecte de la jurisdicció del Tribunal de les Aigües: els mateixos membres del Tribunal, les Comunitats de regants, els atandadors, les persones jurídiques (per ex. Cambres Agrícoles), els arrendataris, els comuners, els concessionaris d'aigües, els regants, els mateixos denunciants i terceres persones. Poden denunciar davant del Tribunal els síndics, els alets que formen part de la junta de cada Comunitat, el guarda (que ve a ser com un fiscal) i terceres persones.

## Història

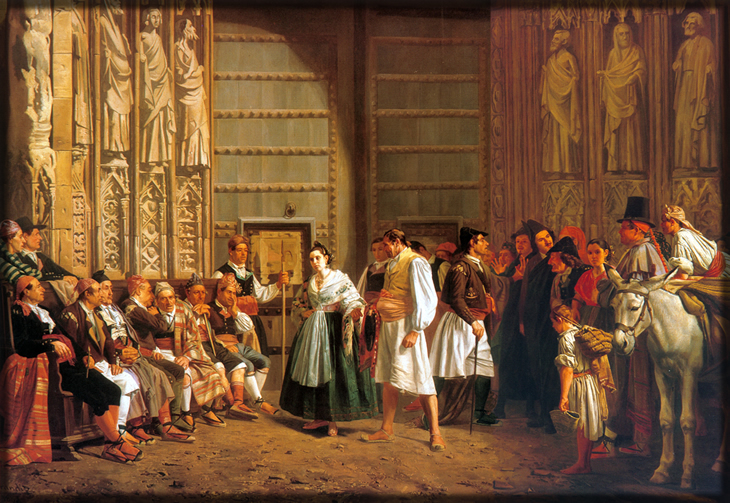
El Tribunal de les Aigües, de Bernat Ferrandis (1865)

El seu origen ens és totalment desconegut, malgrat que el més probable és que siga una evolució al llarg de l'època feudal, basada en tradicions andalusines anteriors. La teoria més estesa, però sense cap fonament històric, li la devem a Francesc Xavier Borrull, defensada en 1813 davant les Corts de Cadis per intentar salvar-lo de la seua desaparició. La seua hipòtesi és que ja existia un antecedent en època romana, però que la seua fundació tal com funciona hui en dia es va produir en algun moment dels regnats dels califes Abd al-Rahman III o al-Hakam II, en concret l'any 960 de la nostra era, sense aclarir d'on surt la referida data. La raó per a fer-ho és què és l'únic moment en què Borrull veu un moment de pau completa en la història d'Al-Àndalus i, per tant, dedueix que d'algun moment dels regnats d'aquests dos califes va haver de sortir l'ordre. De fet, el 1960 es va commemorar el Mil·lenari del Tribunal de les Aigües, impulsat per Vicente Giner Boira, assessor jurídic del Tribunal en aquell moment, i principal defensor d'aquesta teoria al segle xx. Una volta «establit» per a Borrull l'origen del Tribunal, s'addueix la continuïtat en època feudal pel Fur XXXV de Jaume I, de 1239, pel que ordena que les séquies es regeixen «segons que antigament és e fo establit e acostumat en temps de sarrahïns».

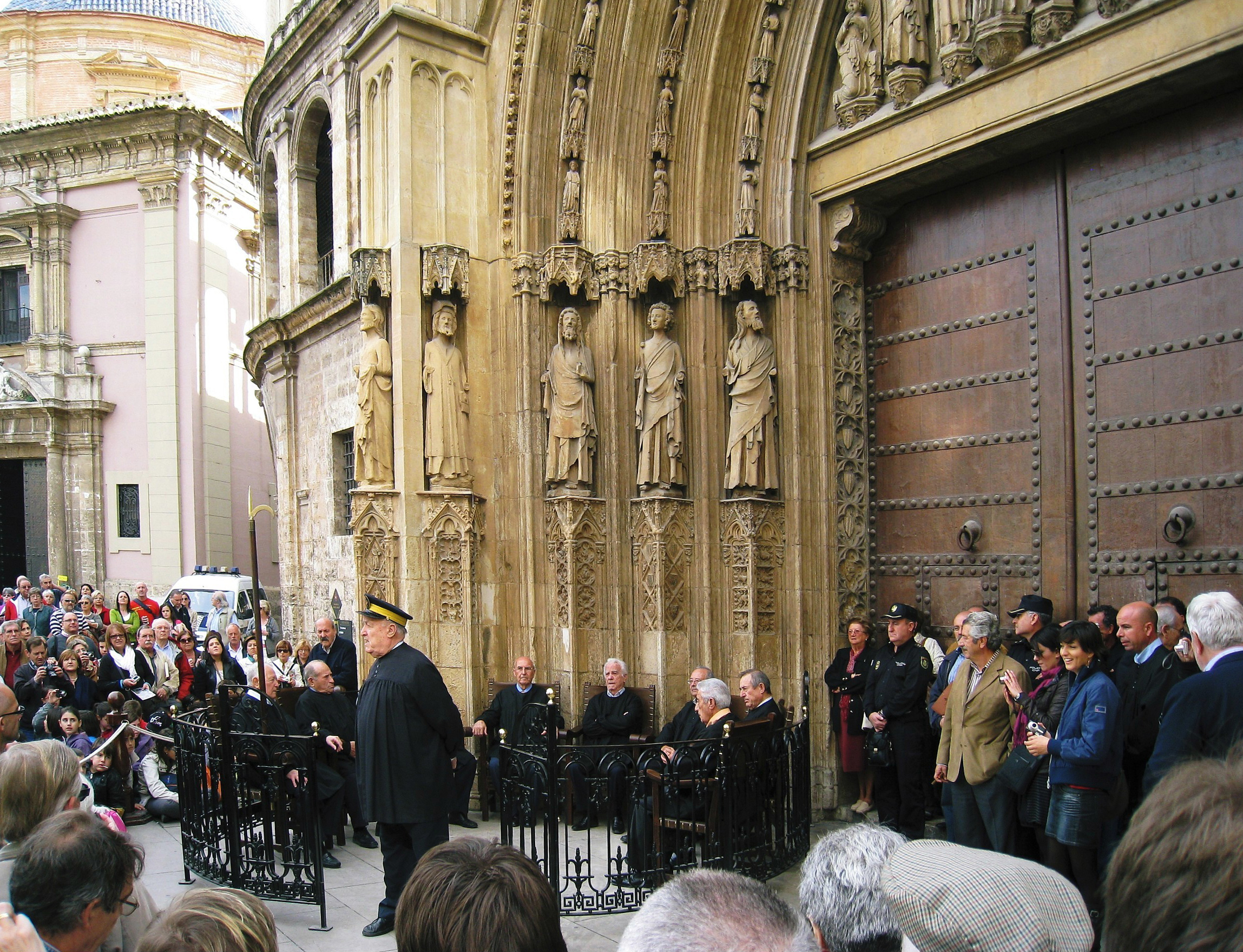
Tribunal de les Aigües de València (2010)

En realitat no tenim cap document que parle expressament del Tribunal fins al segle xviii, la qual cosa no vol dir que no existira abans. Segons els Furs de València la jurisdicció sobre regadius la tenen els sequiers de cada Comunitat de regants. Sabem que a principis del segle xv els sequiers d'algunes Comunitats de regants de l'horta de València ja convocaven els denunciats els dijous a la plaça de la Seu (actual de la Mare de Déu), però això no demostra l'existència d'un Tribunal constituït. Per a Thomas Glick, l'origen del Tribunal no seria degut a cap rei o califa, sinó que es tractaria d'una institució de molt llarga evolució. Si no tenim documentació sobre la seua existència és perquè no tenia un status legal, i com a institució jurídica no tenia cap importància, ja que la jurisdicció era dels sequiers. Sembla lògic pensar que l'objectiu de la reunió conjunta dels sequiers no era tant el judici en si, tal com es fa hui dia, sinó la consulta entre ells com a màxims coneixedors de la realitat de l'horta de València. És molt probable també que el pas per convertir-se d'una reunió de sequiers en un Tribunal tal com l'entenem hui dia es produïra precisament als mateixos anys en què Borrull defensava la seua permanència a les Corts de Cadis, amb l'objectiu d'adequar-lo a la jurisdicció de l'Estat Liberal.
És interessant la descripció del funcionament del Tribunal al segle xix que fa Vicente Blasco Ibáñez a la seua novel·la La Barraca.
El rei Alfons XII va promulgar el 1879 la Llei d'Aigües, la qual confirmà l'existència i els privilegis del Tribunal i va recollir la seua organització per a implantar-la com a model als Jurats de Reg de totes les comunitats regants d'Espanya.
El 2009 fou reconegut Patrimoni Immaterial de la Humanitat per la UNESCO.